# 東京バベルタワー
東京バベルタワー (とうきょうバベルタワー、Tokyo Babel tower) は、東京に建設を提唱されていたハイパービルディング。早稲田大学理工学部建築学科尾島俊雄研究室がバブル期にハイパービルディングのひとつとして策定した構想である。
バベルの塔のように天まで達する高さへの願いから命名されている。

## 概要
1980年代から1990年代前半に大手建設会社やデベロッパーが中心となり立案されていた高さ1,000メートル級の環境調和型の超々高層ビル案の一つとして、尾島研究室が高さ1万メートルの本構想を考案。首都圏のスプロール現象に伴う自然破壊と環境への負荷の抑制を意図として、東京都市圏の発展を1880年の江戸時代から未来へかけて8世代に分け、構想時点の1990年頃を第4世代と位置付けつつ、徐々に都市集約を縮減化していき、第8世代で首都圏3,000万人が山手線の内側を敷地とする1棟に集約されるものとして本案が想定された。藪野正樹のイメージ設計をもとに設計図と模型が制作された。

## 想定データ
- プロジェクト名：東京バベルタワー
- 提案者：尾島俊雄（早稲田大学教授）
- 提案期：地球サミット（1992年）
- 建設地：東京
- 地上高：10,000メートル[1]
- 居住数：3,000万人[1]
- 総面積：山手線の内側すべて[1]
- 建設費：3,000兆円
- 基底面：110平方キロメートル
- 総床面：1,700平方キロメートル
- 鋼材量：10億トン

3,000兆円という巨額の資金（日本の国家予算の約30年分、日本国GDP（当時）の約6倍）を要するとされ、バブル期の構想であることを考慮しても、あまりに非現実的で無謀なプランであった。

## 使用目的
| 高さ（m）      | 呼称 | 建物面積（ha） | 用途                                             |
| -------------- | ---- | -------------- | ------------------------------------------------ |
| 9,000 - 10,000 | 宇宙 | -              | 太陽エネルギーコレクター、宇宙開発センター       |
| 6,000 - 9,000  | 臨界 | 約20,000       | 工業・実験研究・基地施設                         |
| 3,500 - 6,000  | 空界 | 約20,000       | 教育・行政・レジャー施設                         |
| 1,000 - 3,500  | 雲界 | 約30,000       | 商業・オフィス・ホテル施設                       |
| 0 - 1,000      | 人界 | 約100,000      | 住居・商住複合体施設                             |
| 地下           | 地界 | -              | 地下インフラ・エネルギープラント・駐車場・発電機 |

## メリット
- エネルギー効率がよく地球にやさしい。
- 関東平野の莫大な土地が解放される。

## デメリット
- あまりに巨大なため、半永久的に補修し続ける必要があり、予算の捻出に苦労する。
- 建設予定地の多くの人や建物が強制退去を余儀なくされ、完全に退去し更地にするまでの時間と費用も考慮しなければならず莫大になる。建設予定地の基底面が正方形だとすれば、一辺が10.5キロメートル以上の広大な土地を確保する必要がある。基底面が円形だとすれば、半径約6キロメートル（直径12キロメートル）以上の土地が必要になる。
- 高さが1,000メートル以上にもなると、テロなどによる人為的または不慮のトラブルで航空機の衝突する危険性が高くなり、近辺の空域を飛行禁止にする必要がある。
- 地震やその他の災害で崩壊した場合、数千万人単位の膨大な死者が出る（特に首都圏は地震が頻発し、いつ地震が発生するか予測できない場合が多いため、通常よりさらに厳しい耐震基準が要求される）。
- 上層部の階の窓が割れると外の-50℃の気温や突風を受ける。
- 上層階にはジェット機並みの気密性や保温性が必要となり、そこに居住空間を作る意味がない[2]。

### 同様の構想
- スカイシティー1000
- エアロポリス2001
- X-Seed 4000